# 喬哈爾區
喬哈爾區是索馬利亞的一個區，位於該國東南部的中謝貝利州，首府喬哈爾亦為希爾什貝雷的首都。

## 外部鏈結
- 喬哈爾區行政區域圖（页面存档备份，存于）